# Karl Wilhelm Drechsler
Karl Wilhelm Drechsler (auch Carl Wilhelm Drechsler, * 23. September 1900 in Dresden; † 16. September 1961 in Bremen) war ein deutscher Komponist und Pianist. Er war der Sohn des Komponisten Hermann Drechsler und der Enkel des gleichnamigen Bremer Tabakfabrikanten Hermann Drechsler.

## Leben und Werk
Karl Wilhelm Drechsler wirkte wie sein Vater als Liedkomponist. Darüber hinaus schrieb er zwei Melodramen, Kammermusik und Klavierstücke. Karl Wilhelm Drechsler wirkte in Bremen.